# Magda Szabó
Magda Szabó, född 5 oktober 1917 i Debrecen i Österrike-Ungern, död 19 november 2007 i Kerepes i Ungern, var en ungersk författare, poet och dramatiker. Hennes verk är översatta till ett trettiotal språk och hon blev belönad med ett antal litterära priser. 

## Biografi
Magda Szabó föddes och växte upp i en borgerlig miljö i Debrecen i dåvarande Österrike-Ungern. Modern var pianist och fadern domare. Uppväxten präglades av kalvinistisk protestantism. Efter skolgång vid en protestantisk flickskola fortsatte hon sina studier i latin och ungerska vid universitetet i Debrecen
Från 1940 var hon verksam som lärare i Debrecen och Hódmezővásárhely. Hon började sitt författande under andra världskriget och ingick i en grupp författare kallad Újhold, vilket också var namnet på en litterär tidskrift. Medlemmarna var motståndare till regimen och valde   bland annat att inte skaffa barn, vilka hade kunnat användas som ett led i förtrycket.
Hennes första diktsamling publicerades 1947. Samma år gifte hon sig med kritikern och översättaren Tibor Szobotka, som avled 1982. Under åren 1945–1949 var Magda Szabó anställd som tjänsteman vid Ministeriet för religion och utbildning, men avskedades eftersom hon sågs som fiende till kommunistpartiet.
Hon belönades 1949 med det litterära Baumgarten-priset, men detta drogs omedelbart tillbaka av regimen. 1950–1958 arbetade hon som lärare i Budapest medan hon fortsatte sitt författarskap. När förtrycket av intellektuella mildrades efter 1956 års oroligheter, kunde hon åter publicera sina verk – inklusive den första romanen Freskó (svenska: Familjefresken) som blev en stor framgång.
Magda Szabó kom att bli en av Ungerns mest kända författare. Förutom att hon tilldelades en rad inhemska och internationella litterära priser utsågs hon till hedersdoktor vid två universitet och till  hedersmedborgare i Budapest och Debrecen, där hon levde fram till sin död som 90-åring.

## Författarskap
Magda Szabó debuterade 1947 som poet med en diktsamling. Efter ett decennium under den förtryckande stalinistiska regimen, som betraktade hennes författarskap som fientligt, kunde hon i slutet av 1950-talet åter publicera sina verk. 1958 års roman Freskó blev en stor framgång.
Under de följande åren var Magda Szabó mycket produktiv. Hon gav ut romaner, poesi, dramatik och essäer och skrev också barn- och ungdomsböcker. Nobelpristagaren Hermann Hesse uppmärksammade tidigt hennes författarskap och bidrog till att det gjordes tyska översättningar. Hon blev alltmer känd internationellt, hennes böcker översattes till en mängd språk och hon förärades flera litterära priser för sitt författarskap
Hon skrev ofta om kvinnor och kvinnors perspektiv och trots att hon ansåg sig vara opolitisk i sitt författarskap är personerna och händelserna präglade av den dåtida utvecklingen i det ungerska samhället. En av hennes mest kända böcker i hemlandet är ungdomsromanen Abigél. Den utspelar sig i internatmiljö under andra världskriget och har utgjort underlag till en tv-serie. Flera böcker från 1970-talet är av självbiografisk karaktär.

### Romaner, svenska översättningar
Familjefresken skildrar en begravning där flera generationer av släkten samlas.
I Rådjuret plågas en skådespelerska av sina minnen från en mycket fattig och svår barndom.
Izas ballad skildrar en mor-dotter-relation. När en åldrad kvinna i en ungersk småstad mister sin man i cancer försöker dottern som är läkare i Budapest ta hand om sin mor genom att låta henne flytta in i storstadslägenheten. Modern vantrivs förfärligt, men kommunikationen dem emellan fungerar inte alls.
I 1 Mos. 22 ingår ett ungt par äktenskap, som ett sätt att uppleva frihet efter en plågsam barndom.
Lindarna skildrar tre familjer bosatta på Katalinagatan i Budapest under tiden från före andra världskriget och fram till 1968. En av familjerna är judisk och deporteras under kriget.
Se men inte röra är en kärleksroman.
I Dörren figurerar en författare och hennes make, vilka anställer hushållerskan Emerentia. Trots dennas mycket udda personlighet och starka integritet uppstår ett starkt band dem emellan. Romanen filmatiserades 2012 av István Szabó, med Helen Mirren i huvudrollen.